# Anima (Thom Yorke)
Anima  è il quarto album discografico da solista del frontman dei Radiohead Thom Yorke, pubblicato il 27 giugno 2019 da XL Recordings. Yorke ha scritto e prodotto l'album assieme allo storico collaboratore e amico Nigel Godrich. È il primo album in studio del cantante e musicista dal 2014, anno di pubblicazione di Tomorrow's Modern Boxes.

## Descrizione
Yorke ha scritto l'album in seguito a un periodo di ansia e blocco creativo. Il processo creativo dietro ai brani in esso contenuti è ispirato alle performance live del musicista elettronico Flying Lotus: Yorke inviava a Godrich spezzoni di tracce improvvisate e non finite, Godrich ne raccoglieva i pezzi migliori rendendoli loop e campionature sulle quali successivamente Yorke scriveva i testi. I due hanno suonato dal vivo svariate tracce contenute in Anima, inclusa Not the News, nel corso del tour di Tomorrow's Modern Boxes. Dawn Chorus invece era originariamente una traccia mai pubblicata dei Radiohead, omonima di una società fondata dalla band.
Yorke ha definito l'album "distopico" e incentrato nel racconto dell'ansia. L'album esplora le pressioni interiori che la moderna vita in città può apportare, ispirandosi ad alcune opere dello scrittore inglese J.G. Ballard come Il condominio (1975). Dal punto di vista musicale l'album ha fortissime influenze elettroniche ed è composto da "strati di fuzz elettronico e noise decostruito".

### Promozione
Prima di essere annunciato, Anima è stato promosso tramite una campagna di marketing virale. Nel giugno del 2019, sono infatti comparsi in svariate città in tutto il mondo alcuni volantini targati Anima Technologies, azienda che asseriva di essere in grado di recuperare i sogni perduti tramite una "camera dei sogni". Nel corpo del testo era poi indicato un numero verde al quale era possibile ascoltare in anteprima parte del brano Not the News.
Yorke ha annunciato ufficialmente l'album sul suo profilo Twitter il 20 giugno, assieme a un cortometraggio, anch'esso intitolato Anima, diretto da Paul Thomas Anderson con la fotografia di Darius Khondji, distribuito su Netflix e in alcune sale cinematografiche IMAX il giorno di pubblicazione dell'album.

## Accoglienza
Anima ha ricevuto perlopiù giudizi positivi. La rivista Rumore lo considera il ventesimo album migliore del 2019 e afferma che, con esso, Yorke "affina e (ri)afferma la propria personalissima via elettronica alla canzone". Philip Sherburne di Pitchfork asserisce che esso è "l'album più ambizioso e sicuro di sé" del cantautore inglese.

## Tracce
Testi e musiche di Thom Yorke e Nigel Godrich.
1. Traffic – 5:17
2. Last I Heard (...He Was Circling the Drain) – 5:06
3. Twist – 7:03
4. Dawn Chorus – 5:23
5. I Am a Very Rude Person – 3:44
6. Not the News – 3:57
7. The Axe – 6:59
8. Impossible Knots – 4:19
9. Runwayaway – 5:56

Durata totale: 47:44

## Il cortometraggioAnima
Nel 2019, sulla base dell'album, il regista Paul Thomas Anderson ha realizzato il cortometraggio Anima, con Thom Yorke come protagonista. Il cortometraggio include tre brani tratti dall'album.